# Terremoto de Riobamba
O terremoto Riobamba de 1797 ocorreu às 12h30 UTC de 4 de fevereiro. Ele devastou a cidade de Riobamba e muitas outras cidades no vale interandino, causando entre 6 000 a 40 000 vítimas. Estima-se que as intensidades sísmicas na área epicentral atingiram pelo menos XI na escala de intensidade de Mercalli, e que o terremoto teve uma magnitude de 7,6–8,3, o evento histórico mais poderoso conhecido no Equador. O terremoto foi estudado pelo geógrafo prussiano Alexander von Humboldt, quando ele visitou a área em 1801-1802.